# Vrbice (Boêmia do Sul)
Vrbice é uma comuna checa localizada na região da Boêmia do Sul, distrito de Prachatice.